# 濱口達男
濱口 達男（はまぐち たつお、1948年〈昭和23年〉10月17日 - ）は、日本の建設官僚。元国土技術政策総合研究所長。元ダム技術センター理事長。元ニュージェック副社長執行役員。安藤･間土木事業本部顧問。瑞宝中綬章受章。息子は映画監督・脚本家の濱口竜介。父は洋画家・教育者の浜口喬夫。

## 経歴
高知県出身。土佐高校、東京大学工学部土木工学科を卒業後、1971年（昭和46年）7月建設省に入省。在イラン日本国大使館一等書記官、国土交通省東北地方整備局長等を経て、2004年（平成16年）1月、国土交通省国土技術政策総合研究所長に就任。2005年（平成17年）8月、国土交通省を退職。退職後はダム技術センター理事長やニュージェック副社長執行役員、安藤･間土木事業本部顧問等を歴任。

## 略歴
- 1971年（昭和46年）7月：建設省採用（近畿地方建設局河川部河川計画課）
- 1972年（昭和47年）4月：建設省 近畿地方建設局 淀川ダム統合管理事務所 管理課
- 1973年（昭和48年）4月：三重県 土木部 河川課
- 1973年（昭和48年）6月：三重県 津土木事務所 工務課
- 1975年（昭和50年）4月：建設省 近畿地方建設局 河川部 河川計画課 調査第二係長
- 1978年（昭和53年）4月：建設省 近畿地方建設局 淀川工事事務所 調査第一課長
- 1980年（昭和55年）4月：建設省 近畿地方建設局 河川部 建設専門官
- 1980年（昭和55年）10月：外務事務官併任、 外務研修
- 1981年（昭和56年）3月：外務省 在イラン日本国大使館一等書記官
- 1984年（昭和59年）4月：建設省 近畿地方建設局 企画部 企画課長
- 1985年（昭和60年）10月：建設省 土木研究所 河川部 総合治水研究室長
- 1987年（昭和62年）4月：建設省 北陸地方建設局 信濃川下流工事事務所長
- 1989年（平成元年）7月：岐阜県 土木部 河川課長
- 1992年（平成4年）4月：建設省 河川局 防災課 建設専門官
- 1993年（平成5年）6月：建設省 河川局 海岸課 海洋開発官
- 1994年（平成6年）7月：建設省 中部地方建設局 木曽川上流工事事務所長
- 1995年（平成7年）7月：建設省 中部地方建設局 河川部長
- 1997年（平成9年）4月：国土庁官房 水資源部 水資源計画課長
- 2001年（平成13年）1月：国土交通省 東北地方整備局 副局長
- 2002年（平成14年）7月：国土交通省 東北地方整備局長
- 2004年（平成16年）1月：国土交通省 国土技術政策総合研究所長
- 2005年（平成17年）8月：国土交通省 退職
- 2005年（平成17年）8月：（財）ダム水源地環境整備センター 審議役
- 2006年（平成18年）8月：（財）ダム技術センター 理事長
- 2010年（平成22年）6月：理事長 退任
- 2010年（平成22年）9月：（株）ニュージェック 顧問
- 2011年（平成23年）4月：（株）ニュージェック 副社長執行役員
- 2017年（平成29年）4月：（株）安藤･間 土木事業本部 顧問
- 2018年 (平成30年) 11月:秋の叙勲で瑞宝中綬章受章[8]